# Utah-monolitten
Utah-monolitten var en metalsøjle, der stod i en Slot canyon af rød sandsten i San Juan County, Utah. Søjlen var 3 meter høj og lavet af metalplader nittet sammen til en trekantet prisme. Den var blevet ulovligt opsat på offentlig jord mellem juli og oktober 2016 og stod uopdaget i over fire år, indtil den blev opdaget og fjernet i slutningen af 2020. Monolittens ophavsmænd og deres målsætning er ukendt.
Statsbiologer fra Utah opdagede monolitten i november 2020 under en helikopterundersøgelse af tykhornsfårbestanden. Blot dage efter dens opdagelse fandt offentligheden vej frem til monolitten ved at bruge GPS-kortlægningssoftware og begav sig ud til dens afsides beliggenhed. Efter en intens mediedækning blev den fjernet den 27. november 2020 af fire beboere i byen Moab, og efter næsten en måned i deres besiddelse blev monolitten overdraget til Bureau of Land Management.
Efter opdagelsen af monolitten blev over 200 lignende metalsøjler rejst andre steder i verden, herunder andre steder i Nordamerika og lande i Europa og Sydamerika. Mange blev bygget af lokale kunstnere som overlagte imitationer af Utah-monolitten.

## Opdagelse
Den 18. november 2020 var statsbiologer fra Utah Division of Wildlife Resources i det sydøstlige Utah for at udføre en undersøgelse af tykhornsfårebestanden fra en helikopter, da en af biologerne opdagede søjlen og bad piloten, Bret Hutchings, flyve over stedet igen. Hutchings bemærkede, at objektet fremstod menneskeskabt og placeret nede i jorden frem for smidt fra luften.
Den 20. november delte Utah Department of Public Safety (DPS) et billede af søjlen på Instagram. Den 23. november offentliggjorde DPS videoer og fotografier af objektet, men ikke dens præcise beliggenhed, og skrev på deres hjemmeside: "DPS Aero Bureau Encounters Monolith in Red Rock R´County".

## Beliggenhed
Monolitten blev opført af en eller flere ukendte individer i en slot canyon af rød sandsted i Lockhart Basin på offentlig jord, som blev fjernet fra Bears Ears National Monument i 2017 efter ordre af præsident Donald Trump. Nationalparken blev genoprettet til sin tidligere størrelse af præsident Joe Biden i oktober 2021.
Den præcise beliggenhed for monolitten blev ikke offentliggjort af DPS for at forhindre folk i at fare vild i jagten på den. Blot timer efter DPS' offentliggørelse havde Reddit-brugeren Tim Slane identificeret monolitten på Google Earth. Slane sammenholdt statsbiologernes flyrute mod det rød-hvide sandstensterræn fra deres videoer. Slane fortalte The Verge, at "han blev hjulpet af spor som klippernes højde, canyonens erosionsmønster og en flad grund". Satellitbilleder fra Google Earth viste, at monolitten blev rejst mellem august 2015 og oktober 2016, og at den omkringliggende kratbevoksning havde været fjernet.
Den hollandske journalist, Nouska du Saar, som specialiserer sig i open source intelligence, brugte Maxar-satellitbilleder til at konkludere, at monolitten blev rejst mellem 7. juli og 21. oktober 2016.
Inden for 48 timer efter DPS' offentliggørelse havde civile nået monolittens beliggenhed og uploadet billeder og videoer af monolitten til sociale medier. Beliggenheden har ingen offentlige services som parkering, toiletter eller telefonsignal. Lokale beboere begyndte at frygte at en tilstrømning af fodtrafik kunne skade oprindelige amerikanske artefakter og steder.

## Beskrivelse
Metalobjektet var 3 meter høj og hver side var 58 centimeter brede og formede en trekantet prisme. Den var ikke magnetisk, og fremstod som lavet af 3 millimeter metalplader i rustfrit stål eller aluminium nittet sammen og med en hul inderside. Der var en silikonekalfatring eller epoksy langs dens basis, og metallet afgav en dæmpet lyd, hvis den bankes på, hvilket indikerede en slags isolering på indersiden. Søjlen var samlet af blindnitter, hvilket indikerede den menneskeskabte oprindelse og besværliggør identificeringen af dens alder.
Dave Sparks fra TV-showet Diesel Borthers tog ud til monolitten og beskrev den i en video, som han offentliggjorde på Instagram. "De har taget en betonsav, og de har skåret ned i den røde sten der", sagde han, og "man kan se lige der ved bunden hvor de havde skåret over et par steder med savene." Wendy Wischer fra University of Utah's School of Fine Art sagde, "én person alene kunne ikke have gjort det, så der må sidde en gruppe af mennesker et eller andet sted, som har noget viden om det. De fleste kunstnere vil have noget anerkendelse for det, de laver, men det ser ud til at inkludere et niveau af humor og mystik som en del af målsætningen".
Da søjlen først blev opdaget beskrev DPS den som en "monolit", en betegnelse som siden er blevet gentaget af flere større nyhedsmedier. Selvom ordet monolit betegner en enkelt stor sten, er ordet blevet tæt associeret med "monolitten" fra filmen Rumrejsen år 2001, hvor Utah-monolitten har en muligvis tilfældig lighed.

## Spekulation om ophav
Monolitten er sammenlignet med værker af kunstneren John McCracken (1934–2011), som boede i den sydvestlige ørken, troede på eksistensen af rumvæsener og gav udtryk for en interesse i et efterlade et stykke kunst i ørkenen. Den ligner de metaliske monolitter som McCracken lavede, og blev beskrevet som "næsten identisk" til McCrackens Fair (2011) af New Yorker-galleristen David Zwirner (som udstiller værket). Denne udtalelse blev efterfølgende trukket tilbage af Zwirners talsperson som sagde, at monolitten sandsynligvis var lavet af en anden kunstner som en hyldest til McCracken.
Det er blevet foreslået, at monolitten kunne være et værk af Petecia Le Fawnhawk, som har rejst skulpturer i ørkenlokationer og boede i Utah, men hun har offentligt sagt, at det ikke er hendes værk. Derek DeSpain, som også laver lignende monolitter, og "som bor i Utah tæt på der hvor monolitten blev fundet", blev også foreslået som dens ophavsmand, baseret på screenshots af billeder fra Instagram af fotografen Eliot Lee Hazel.
Utah Film Commission sagde, at med deres viden var monolitten ikke en del af nogen filmproduktion. The New York Times skrev, at usikkerheden omkring dens oprindelse "giver en dejlig sensation af usikkerhed", og at den muligvis "ville miste dens aura og kraft, hvis vi viste, hvem der har lavet den".

## Lovens rammer
DPS udsendte en meddelelse med et citat fra Bureau of Land Managements regulationer, at det var ulovligt at rejse strukturer (herunder kunst) på offentlig land uden tilladelse, "uanset hvilken planet, du er fra".
Utah Department of Heritage & Arts sagde på Twitter, at monolitten var vandalisme, og at de er bekymrede for forhistorisk kunst og arkæologiske artefakter i regionen, og opfordrede folk til ikke at skade stenkunsten i området eller indsamle pilespidser.

## Nedtagning
Utah-afdeling for Bureau of Land Management har sagt, at de modtog troværdige oplysninger om, at monolitten blev fjernet om aftenen den 27. november 2020 af en på daværende tidspunkt ukendt gruppe, som senere viste sig at være Moab-indbyggerne Andy Lewis, Sylvan Christensen, Homer Manson og en anonym partner. Flere fotografer delte detaljer og billeder om nedtagningen og fjernelsen af monolitten. Et vidne fortalte, at fire mænd havde væltet monolitten uden brug af værktøj, mens tilskuere sagde "derfor efterlader man ikke affald i ørkenen", hvorefter de skilte den ad og bar delene væk i en trillebør. Gruppen henviste til bevaringsetikken "Leave No Trace" (dansk: Efterlad ingen spor). Billeder fra stedet efter nedtagningen viser, at alt der var tilbage a monolitten var et trekantet stykke metal, og vidner har fortalt, at de så en pickup truck køre væk fra stedet med en genstand, da de nærmede sig bilen.
Bureau of Land Management i Utah skrev om aftenen den 28. november på Facebook, at de har modtaget troværdige efterretninger om, at den søjlen, omtalt som "monolitten", er blevet fjernet fra offentlig land af en ukendt gruppe. Bureauet skrev videre, at det ikke var dem, der havde fjernet monolitten, som anses for at være privat ejendom, og at bureauet ikke undersøger lovovertrædelser forbundet med privat ejendom, derimod håndteres dette af den lokale sherif.
Politiet i Utah klargjorde, at de ikke vil starte en undersøgelse af nedtagningen af monolitten, og det lokale San Juan County Sheriff's Office sagde, at de ikke kunne afsætte ressourcerne til det, selvom sheriffen delte et billede af en Most Wanted-plakat på deres facebookside. Den 30. november ændrede de dog deres oprindelige beslutning og planlagde en undersøgelse i samarbejde med Bureau of Land Management. Alan Freestone, vicepolitichef i San Juan County, bekræftede dette til The New York Times den 1. december og sagde: "Jeg ved, at nogle ledetråde, og det er alt, vi kan sige lige nu."
Fire dage efter monolittens nedtagning, uploadede Andy Lewis og Sylvan Christensen en video med titlen "We Removed the Utah Monolith" (dansk: Vi fjernede Utah-monolitten). Videoen viste det, som de hævdede var dem selv og to andre personer, der slæbte Utah-monolitten væk i en trillebør. Christensen delte den samme video på de sociale medier TikTok og Instagram og skrev om, "hvordan vi deler og standardiserer brugen af vores offentlige jorde, naturlige dyreliv, hjemmehørende planter, rene drikkevandskilder og den menneskelige påvirkning på dem". Han fremhævede også den skade, der blev gjort på området af det store antal af personer, der kom til stedet uden parkeringsmuligheder eller toiletter. I flere interviews efter videoen har Christensen sagt, at han har modtaget hadefulde kommentarer, dødstrusler og trusler om vold.
Den 20. december, over en måned efter monolittens opdagelse, uploadede Lewis en video på Instagram, angiveligt som følge af flere dødstrusler, hvor han viste det, der så ud til at være Utah-monolitten i hans baghave intakt, i modsætning til spekulationer om, at den skulle være blevet ødelagt. Han hævdede, at han og hans venner havde hørt om planer om at ødelægge monolitten fuldstændigt. De opdagede, at planerne viste sig at være sande, så de nedtog monolitten før den kunne blive ødelagt af andre. Han afslørede også, at hans gruppe senere havde doneret monolitten til Bureau of Land Management, så de kunne undersøge dens oprindelse og ophav, og på et tidspunkt finde en ny beliggenhed til den.

## Lignende monolitter
Kort tid efter opdagelsen af monolitten i Utah blev over 200 lignende monolitter fundet ud over hele verden. I nogle tilfælde trådte lokale kunstnere frem for at påtage sig ansvaret for dem og henviste til Utah-monolitten som deres inspirationskilde. Andre monolitter blev lavet og opsat af små virksomheder for reklameformål.

## Læs også
- Minimalisme